# Pium
Pium es un municipio brasileño del estado del Tocantins. Se localiza a una latitud 10º26'33" sur y a una longitud 49º10'56" oeste, estando a una altitud de 249 metros. Su población estimada en 2004 era de 4 677 habitantes.
Posee un área de 10057,2 km².
1. ↑  . Instituto Brasilero de Geografía y Estadística (IBGE). 14 de agosto de 2009. Falta el |título= (ayuda);
2. ↑  . Instituto Brasilero de Geografía y Estadística (IBGE). 19 de diciembre de 2007. Falta el |título= (ayuda);
3. ↑  . Programa de las Naciones Unidas para el Desarrollo (PNUD). 2000. Falta el |título= (ayuda);
4. 1 2  . Instituto Brasilero de Geografía y Estadística (IBGE). 1 de julio de 2008. Falta el |título= (ayuda);